# Дискография Донны Саммер
Дискография американской певицы Донны Саммер включает в себя более 80-ти синглов, 20 из которых вошли в топ-40 чарта Billboard Hot 100, 14 достигли топ-10, а 4 — возглавили чарт. Донна Саммер за свою карьеру продала более 130 миллионов записей по всему миру.
Впервые Донну Саммер можно было услышать на синглах «Wassermann» и «Aquarius» из немецкой версии мюзикла «Волосы», они были выпущены в Европе в 1968 году. Некоторое время артистка еще выступала под своим реальным именем — Донна Гейнс. Первый студийный альбом Lady of the Night был выпущен в 1974 году и принёс определённую известность во Европе. Однако уже в следующем 1975 году певицу ждал настоящий прорыв на мировой музыкальной арене: в свет вышел легендарный сингл «Love to Love You Baby». Песня как и одноимённый альбом быстро захватывают танцполы. Донна подписывает контракт с лейблом Casablanca Records, который будет ответственным за выпуск её музыку в течение 70-х годов. С этого же момента Саммер стала знаковой фигурой эпохи, а каждый новый альбом лишь подтверждал статус «королевы диско». За эти годы были записаны такие супер-хиты как «I Feel Love», «Last Dance», «MacArthur Park» и «Heaven Knows». В 1979 году был выпущен её самый успешный альбом за всю карьеру — мультиплатиновый Bad Girls.
В 1980 году Донна Саммер решает выпускать музыку других жанров, так как диско становится своего рода изгоем на музыкальным рынке США. Из-за разногласий с Casablanca Records артистка подписывает контракт с новым лейблом Geffen Records. В первые два года Саммер выпускает два альбома The Wanderer и Donna Summer, синглы из которых были успешны и попали в топ-10 чартов Billboard. Следующий альбом She Works Hard for the Money был выпущен в 1983 году и стал самым популярным релизом Донны в 80-е годы, а одноимённая песня стала супер-хитом. Постоянные судебные тяжбы «больших боссов» и переходы от лейбла к лейблу все же сказались на успешности альбомов: следующие пластинки, выпущенные в этом десятилетии не имели высоких позиций в чартах или бешеных продаж. All Systems Go (1987) стал последним альбомом, выпущенным на лейбле Geffen Records. Свой 14-й студийный альбом Another Place and Time впустила в 1989 году на лейбле Atlantic, и несмотря на скромные продажи альбома, лид-сингл «This Time I Know It’s for Real» смог отлично проявить себя, попав в топ-10 чартов десятка стран.
В 1990-е годы певица выпустила три альбома: студийный экспериментальный урбан-альбом Mistaken Identity (1991), рождественский Christmas Spirit (1994) и второй концертный альбом Live & More Encore (1999). Помимо этого в 1996 году свет увидел неизданный альбом I’m a Rainbow, выпуск которого должен был состояться еще в 1982 году. Последний альбом дивы, Crayons, был выпущен в 2008 году.
В течение карьеры было издано более восьми десятков сборников лучших хитов Донны Саммер, самым успешным считается сборник 1979 года — On the Radio: Greatest Hits Volumes I & II.

## Альбомы

### Студийные альбомы
| Название                                                                           | Детали                                                                              | Наивысшая позиция в чартах | Наивысшая позиция в чартах | Наивысшая позиция в чартах | Наивысшая позиция в чартах | Наивысшая позиция в чартах | Наивысшая позиция в чартах | Наивысшая позиция в чартах | Наивысшая позиция в чартах | Наивысшая позиция в чартах | Наивысшая позиция в чартах | Наивысшая позиция в чартах | Сертификации                                               |
| Название                                                                           | Детали                                                                              | США                        | США R&B                    | АВС                        | ВЕЛ                        | ГЕР                        | ИСП                        | КАН                        | НИД                        | НОЗ                        | НОР                        | ШВЕ                        | Сертификации                                               |
| ---------------------------------------------------------------------------------- | ----------------------------------------------------------------------------------- | -------------------------- | -------------------------- | -------------------------- | -------------------------- | -------------------------- | -------------------------- | -------------------------- | -------------------------- | -------------------------- | -------------------------- | -------------------------- | ---------------------------------------------------------- |
| Lady of the Night                                                                  | - Выпущен: 26 февраля 1974 - Лейбл: Groovy - Формат: LP                             | —                          | —                          | —                          | —                          | —                          | —                          | —                          | —                          | —                          | —                          | —                          |                                                            |
| Love to Love You Baby                                                              | - Выпущен: 27 августа 1975 - Лейбл: Casablanca Records - Формат: LP, 8-Trk, кассета | 11                         | 6                          | 7                          | 16                         | 23                         | 8                          | 16                         | —                          | —                          | 9                          | 7                          | - RIAA: Золотой - BPI: Золотой                             |
| A Love Trilogy                                                                     | - Выпущен: 5 марта 1976 - Лейбл: Casablanca Records - Формат: LP, 8-Trk, кассета    | 21                         | 16                         | 32                         | 41                         | 24                         | 1                          | 6                          | —                          | —                          | 14                         | 18                         | - RIAA: Золотой - BPI: Золотой                             |
| Four Seasons of Love                                                               | - Выпущен: 11 октября 1976 - Лейбл: Casablanca Records - Формат: LP, 8-Trk, кассета | 29                         | 13                         | —                          | —                          | 31                         | 6                          | 16                         | —                          | —                          | —                          | 40                         | - RIAA: Золотой - BPI: Серебряный                          |
| I Remember Yesterday                                                               | - Выпущен: 13 мая 1977 - Лейбл: Casablanca Records - Формат: LP, 8-Trk, кассета     | 18                         | 11                         | 4                          | 3                          | 7                          | 1                          | 15                         | 6                          | 12                         | 5                          | 13                         | - RIAA: Платиновый - BPI: Золотой                          |
| Once Upon a Time                                                                   | - Выпущен: 31 октября 1977 - Лейбл: Casablanca Records - Формат: LP, кассета        | 26                         | 13                         | 44                         | 24                         | —                          | 10                         | 27                         | —                          | —                          | 9                          | —                          | - RIAA: Золотой - BPI: Золотой - CRIA: Золотой             |
| Bad Girls                                                                          | - Выпущен: 25 апреля 1979 - Лейбл: Casablanca Records - Формат: LP, кассета         | 1                          | 1                          | 6                          | 23                         | 7                          | 6                          | 1                          | 24                         | 3                          | 3                          | 3                          | - RIAA: 3× Платиновый - BPI: Золотой - CRIA: 2× Платиновый |
| The Wanderer                                                                       | - Выпущен: 20 октября 1980 - Лейбл: Geffen Records - Формат: LP, кассета            | 13                         | 12                         | 18                         | 55                         | 54                         | 8                          | —                          | —                          | 16                         | 18                         | 15                         | - RIAA: Золотой                                            |
| Donna Summer                                                                       | - Выпущен: 19 июля 1982 - Лейбл: Geffen Records - Формат: LP, кассета               | 20                         | 6                          | 45                         | 13                         | 37                         | 9                          | 32                         | 4                          | —                          | 3                          | 2                          | - RIAA: Золотой                                            |
| She Works Hard for the Money                                                       | - Выпущен: 10 мая 1983 - Лейбл: Mercury Records - Формат: LP, CD, кассета           | 9                          | 5                          | 21                         | 28                         | 14                         | 15                         | 23                         | 9                          | 47                         | 12                         | 8                          | - RIAA: Золотой - CRIA: Золотой                            |
| Cats Without Claws                                                                 | - Выпущен: 11 сентября 1984 - Лейбл: Geffen Records - Формат: LP, CD, кассета       | 40                         | 24                         | 91                         | 69                         | 39                         | 12                         | 84                         | 19                         | —                          | 15                         | 10                         |                                                            |
| All Systems Go                                                                     | - Выпущен: 15 сентября 1987 - Лейбл: Geffen Records - Формат: LP, CD, кассета       | 122                        | 53                         | —                          | —                          | —                          | —                          | —                          | 72                         | —                          | —                          | 27                         |                                                            |
| Another Place and Time                                                             | - Выпущен: 20 марта 1989 - Лейбл: Atlantic Records - Формат: LP, CD, кассета        | 53                         | 71                         | 95                         | 17                         | 49                         | —                          | 60                         | 29                         | —                          | —                          | 16                         | - BPI: Золотой                                             |
| Mistaken Identity                                                                  | - Выпущен: 23 августа 1991 - Лейбл: Atlantic Records - Формат: LP, CD, кассета      | —                          | 97                         | —                          | —                          | —                          | —                          | —                          | —                          | —                          | —                          | —                          |                                                            |
| Christmas Spirit                                                                   | - Выпущен: 4 октября 1994 - Лейбл: Mercury Records - Формат: CD, кассета            | —                          | —                          | —                          | —                          | —                          | —                          | —                          | —                          | —                          | —                          | —                          |                                                            |
| I’m a Rainbow                                                                      | - Выпущен: 20 августа 1996 - Лейбл: Mercury Records - Формат: CD, кассета           | —                          | —                          | —                          | —                          | —                          | —                          | —                          | —                          | —                          | —                          | —                          |                                                            |
| Crayons                                                                            | - Выпущен: 20 мая 2008 - Лейбл: Burgundy Records - Формат: CD, цифровая загрузка    | 17                         | 5                          | —                          | —                          | 73                         | 97                         | —                          | —                          | —                          | —                          | —                          |                                                            |
| Символ «—» означает, что альбом не попал в чарт или не выпускался в данной стране. |                                                                                     |                            |                            |                            |                            |                            |                            |                            |                            |                            |                            |                            |                                                            |

### Концертные альбомы
| Название                                                                           | Детали                                                                                  | Наивысшая позиция в чартах | Наивысшая позиция в чартах | Наивысшая позиция в чартах | Наивысшая позиция в чартах | Наивысшая позиция в чартах | Наивысшая позиция в чартах | Наивысшая позиция в чартах | Наивысшая позиция в чартах | Наивысшая позиция в чартах | Наивысшая позиция в чартах | Наивысшая позиция в чартах | Сертификации                                            |
| Название                                                                           | Детали                                                                                  | США                        | США R&B                    | АВС                        | БЕЛ                        | БЕЛ                        | ВЕЛ                        | ГЕР                        | ИСП                        | КАН                        | НИД                        | НОЗ                        | Сертификации                                            |
| Название                                                                           | Детали                                                                                  | США                        | США R&B                    | АВС                        | ВАЛ                        | ФЛА                        | ВЕЛ                        | ГЕР                        | ИСП                        | КАН                        | НИД                        | НОЗ                        | Сертификации                                            |
| ---------------------------------------------------------------------------------- | --------------------------------------------------------------------------------------- | -------------------------- | -------------------------- | -------------------------- | -------------------------- | -------------------------- | -------------------------- | -------------------------- | -------------------------- | -------------------------- | -------------------------- | -------------------------- | ------------------------------------------------------- |
| Live and More                                                                      | - Выпущен: 31 августа 1978 - Лейбл: Casablanca Records - Формат: LP, 8-Trk, CD, кассета | 1                          | 4                          | 27                         | —                          | —                          | 16                         | —                          | 15                         | 2                          | 25                         | 4                          | - RIAA: Платиновый - BPI: Золотой - CRIA: 2× Платиновый |
| A Hot Summer Night                                                                 | - Выпущен: 1983 - Лейбл: Polygram Video - Формат: LaserDisc, VHS                        | —                          | —                          | —                          | —                          | —                          | —                          | —                          | —                          | —                          | —                          | —                          |                                                         |
| VH1 Presents Live & More Encore!                                                   | - Выпущен: 6 июня 1999 - Лейбл: Epic Records - Формат: CD, LP, VHS, DVD, кассета        | 43                         | 33                         | —                          | 44                         | 45                         | —                          | 75                         | 11                         | —                          | —                          | —                          | - PROMUSICAE: Платиновый                                |
| Символ «—» означает, что альбом не попал в чарт или не выпускался в данной стране. |                                                                                         |                            |                            |                            |                            |                            |                            |                            |                            |                            |                            |                            |                                                         |

### Сборники
| Название                                                                           | Детали                                                                                | Наивысшая позиция в чартах | Наивысшая позиция в чартах | Наивысшая позиция в чартах | Наивысшая позиция в чартах | Наивысшая позиция в чартах | Наивысшая позиция в чартах | Наивысшая позиция в чартах | Наивысшая позиция в чартах | Наивысшая позиция в чартах | Наивысшая позиция в чартах | Наивысшая позиция в чартах | Сертификации                                           |
| Название                                                                           | Детали                                                                                | США                        | США R&B                    | АВС                        | ВЕЛ                        | ГЕР                        | ИСП                        | КАН                        | НИД                        | НОЗ                        | НОР                        | ШВЕ                        | Сертификации                                           |
| ---------------------------------------------------------------------------------- | ------------------------------------------------------------------------------------- | -------------------------- | -------------------------- | -------------------------- | -------------------------- | -------------------------- | -------------------------- | -------------------------- | -------------------------- | -------------------------- | -------------------------- | -------------------------- | ------------------------------------------------------ |
| The Greatest Hits of Donna Summer                                                  | - Выпущен: 1977 - Лейбл: GTO - Формат: LP                                             | —                          | —                          | —                          | 4                          | —                          | —                          | —                          | —                          | —                          | —                          | —                          | - BPI: Золотой                                         |
| On the Radio: Greatest Hits Volumes I & II                                         | - Выпущен: 15 октября 1979 - Лейбл: Casablanca Records - Формат: LP                   | 1                          | 4                          | 16                         | 24                         | 42                         | —                          | 10                         | 40                         | 2                          | 39                         | 29                         | - RIAA: 2× Платиновый - UK: Золотой - CRIA: Платиновый |
| Walk Away: Collector’s Edition (The Best of 1977—1980)                             | - Выпущен: 8 сентября 1980 - Лейбл: Casablanca Records - Формат: LP, кассета          | 50                         | 54                         | —                          | —                          | —                          | —                          | —                          | —                          | —                          | —                          | —                          |                                                        |
| The Summer Collection: Greatest Hits                                               | - Выпущен: 2 декабря 1985 - Лейбл: Mercury Records - Формат: LP, CD, кассета          | —                          | —                          | —                          | —                          | —                          | —                          | —                          | —                          | —                          | —                          | —                          |                                                        |
| The Dance Collection: A Compilation of Twelve Inch Singles                         | - Выпущен: 13 июля 1987 - Лейбл: Casablanca Records - Формат: CD, LP, кассета         | —                          | —                          | —                          | —                          | —                          | —                          | —                          | —                          | —                          | —                          | —                          |                                                        |
| The Best of Donna Summer                                                           | - Выпущен: 1990 - Лейбл: Warner Bros. Records - Формат: CD, LP, кассета               | —                          | —                          | —                          | 24                         | 76                         | —                          | —                          | 44                         | —                          | —                          | —                          | - BPI: Золотой                                         |
| The Donna Summer Anthology                                                         | - Выпущен: 21 сентября 1993 - Лейбл: Casablanca Records - Формат: CD, LP, кассета     | —                          | —                          | —                          | —                          | —                          | —                          | —                          | —                          | —                          | —                          | —                          |                                                        |
| Endless Summer: Donna Summer’s Greatest Hits                                       | - Выпущен: 4 октября 1994 - Лейбл: Mercury Records - Формат: CD, Cass, LP             | 90                         | —                          | 93                         | 37                         | —                          | —                          | —                          | 75                         | 10                         | —                          | —                          | - BPI: Золотой                                         |
| Greatest Hits                                                                      | - Выпущен: 1998 - Лейбл: Mercury Records - Формат: CD                                 | 194                        | —                          | —                          | —                          | —                          | —                          | —                          | —                          | —                          | —                          | —                          |                                                        |
| 20th Century Masters — The Millennium Collection: The Best of Donna Summer         | - Выпущен: 25 февраля 2003 - Лейбл: Mercury Records - Формат: CD                      | 101                        | —                          | —                          | —                          | —                          | —                          | —                          | —                          | —                          | —                          | —                          |                                                        |
| The Journey: The Very Best of Donna Summer                                         | - Выпущен: 30 сентября 2003 - Лейбл: UTV Records - Формат: CD                         | 88                         | 65                         | —                          | 6                          | —                          | —                          | 64                         | 57                         | —                          | 27                         | —                          | - BPI: Золотой                                         |
| The Ultimate Collection                                                            | - Выпущен: 2 декабря 2003 - Лейбл: Universal Music - Формат: CD                       | —                          | —                          | —                          | —                          | —                          | —                          | —                          | —                          | —                          | —                          | —                          |                                                        |
| Gold                                                                               | - Выпущен: 11 января 2005 - Лейбл: Mercury Records - Формат: CD                       | —                          | —                          | —                          | —                          | —                          | —                          | —                          | —                          | —                          | —                          | —                          | - BPI: Серебряный                                      |
| 20th Century Masters — The Millennium Collection: The Best of Donna Summer, Vol. 2 | - Выпущен: 13 марта 2007 - Лейбл: Mercury Records - Формат: CD                        | —                          | —                          | —                          | —                          | —                          | —                          | —                          | —                          | —                          | —                          | —                          |                                                        |
| Classic                                                                            | - Выпущен: 9 февраля 2009 - Лейбл: Spectrum Music - Формат: CD                        | —                          | —                          | —                          | —                          | —                          | —                          | —                          | —                          | —                          | —                          | —                          |                                                        |
| Icon                                                                               | - Выпущен: 9 апреля 2013 - Лейбл: Mercury Records - Формат: CD                        | —                          | —                          | —                          | —                          | —                          | —                          | —                          | —                          | —                          | —                          | —                          |                                                        |
| Playlist: The Very Best of Donna Summer                                            | - Выпущен: 21 мая 2013 - Лейбл: Epic Records - Формат: CD                             | —                          | —                          | —                          | —                          | —                          | —                          | —                          | —                          | —                          | —                          | —                          |                                                        |
| I Feel Love: The Collection                                                        | - Выпущен: 30 сентября 2013 - Лейбл: Spectrum Music - Формат: CD                      | —                          | —                          | —                          | —                          | —                          | —                          | —                          | —                          | —                          | —                          | —                          | - BPI: Серебряный                                      |
| Love to Love You Donna                                                             | - Выпущен: 22 октября 2013 - Лейбл: Verve Records - Формат: CD, LP, цифровая загрузка | 97                         | 20                         | —                          | —                          | —                          | —                          | —                          | —                          | —                          | —                          | —                          |                                                        |
| Donna                                                                              | - Выпущен: 1 декабря 2014 - Лейбл: Driven By The Music - Формат: CD, LP (бокс-сет)    | —                          | —                          | —                          | —                          | —                          | —                          | —                          | —                          | —                          | —                          | —                          |                                                        |
| Hits, Singles & More                                                               | - Выпущен: 25 мая 2015 - Лейбл: Music Club Deluxe - Формат: CD, цифровая загрузка     | —                          | —                          | —                          | —                          | —                          | —                          | —                          | —                          | —                          | —                          | —                          |                                                        |
| Singles… Driven by the Music                                                       | - Выпущен: 2 октября 2015 - Лейбл: Driven By The Music - Формат: CD (бокс-сет)        | —                          | —                          | —                          | —                          | —                          | —                          | —                          | —                          | —                          | —                          | —                          |                                                        |
| The Ultimate Collection                                                            | - Выпущен: 18 ноября 2016 - Лейбл: Driven By The Music - Формат: CD, LP (бокс-сет)    | —                          | —                          | —                          | 30                         | —                          | —                          | —                          | —                          | —                          | —                          | —                          | - BPI: Серебряный                                      |
| Summer: The Original Hits                                                          | - Выпущен: 20 апреля 2018 - Лейбл: Mercury Records - Формат: CD, цифровая загрузка    | —                          | —                          | —                          | —                          | —                          | —                          | —                          | —                          | —                          | —                          | —                          |                                                        |
| Encore                                                                             | - Выпущен: 27 марта 2020 - Лейбл: Driven By The Music - Формат: CD (бокс-сет)         | —                          | —                          | —                          | —                          | —                          | —                          | —                          | —                          | —                          | —                          | —                          |                                                        |
| Символ «—» означает, что альбом не попал в чарт или не выпускался в данной стране. |                                                                                       |                            |                            |                            |                            |                            |                            |                            |                            |                            |                            |                            |                                                        |

## Синглы

### 1968—1979 годы
| Год                                                                               | Название                                                                   | Наивысшая позиция в чартах | Наивысшая позиция в чартах | Наивысшая позиция в чартах | Наивысшая позиция в чартах | Наивысшая позиция в чартах | Наивысшая позиция в чартах | Наивысшая позиция в чартах | Наивысшая позиция в чартах | Наивысшая позиция в чартах | Наивысшая позиция в чартах | Наивысшая позиция в чартах | Сертификации                                            | Альбом                                     |
| Год                                                                               | Название                                                                   | США                        | США Dance                  | США R&B                    | АВС                        | ВЕЛ                        | ГЕР                        | КАН                        | НИД                        | НОЗ                        | НОР                        | ШВЕ                        | Сертификации                                            | Альбом                                     |
| --------------------------------------------------------------------------------- | -------------------------------------------------------------------------- | -------------------------- | -------------------------- | -------------------------- | -------------------------- | -------------------------- | -------------------------- | -------------------------- | -------------------------- | -------------------------- | -------------------------- | -------------------------- | ------------------------------------------------------- | ------------------------------------------ |
| 1968                                                                              | «Wassermann» «Finale»                                                      | —                          | —                          | —                          | —                          | —                          | —                          | —                          | —                          | —                          | —                          | —                          |                                                         | Haare (Hair)                               |
| 1969                                                                              | «If You Walkin’ Alone» «Can’t Understand»                                  | —                          | —                          | —                          | —                          | —                          | —                          | —                          | —                          | —                          | —                          | —                          |                                                         | без альбома                                |
| 1971                                                                              | «Sally Go ’Round the Roses» «So Said the Man»                              | —                          | —                          | —                          | —                          | —                          | —                          | —                          | —                          | —                          | —                          | —                          |                                                         | без альбома                                |
| 1974                                                                              | «Denver Dream» «Something’s in the Wind»                                   | —                          | —                          | —                          | —                          | —                          | —                          | —                          | —                          | —                          | —                          | —                          |                                                         | без альбома                                |
| 1974                                                                              | «The Hostage» «Let’s Work Together Now»                                    | —                          | —                          | —                          | —                          | —                          | —                          | —                          | 2                          | —                          | —                          | —                          |                                                         | Lady of the Night                          |
| 1974                                                                              | «Lady of the Night» «Wounded»                                              | —                          | —                          | —                          | —                          | —                          | 40                         | —                          | 4                          | —                          | —                          | —                          |                                                         | Lady of the Night                          |
| 1975                                                                              | «Love to Love You» «Need-A-Man Blues»                                      | —                          | —                          | —                          | —                          | —                          | —                          | —                          | —                          | —                          | —                          | —                          |                                                         | без альбома                                |
| 1975                                                                              | «Virgin Mary» «Pandora’s Box»                                              | —                          | —                          | —                          | —                          | —                          | —                          | —                          | —                          | —                          | —                          | —                          |                                                         | без альбома                                |
| 1975                                                                              | «Love to Love You Baby» «Need-A-Man Blues»                                 | 2                          | 1                          | 3                          | 4                          | 4                          | 6                          | 1                          | 13                         | 8                          | 2                          | 5                          | - RIAA: Золотой - CRIA: Золотой                         | Love to Love You Baby                      |
| 1976                                                                              | «Could It Be Magic» «Whispering Waves»                                     | 52                         | 3                          | 21                         | —                          | 40                         | 23                         | 64                         | 5                          | —                          | —                          | —                          |                                                         | A Love Trilogy                             |
| 1976                                                                              | «Try Me, I Know We Can Make It» «Wasted»                                   | 80                         | 1                          | 35                         | —                          | —                          | 42                         | 68                         | —                          | —                          | —                          | —                          |                                                         | A Love Trilogy                             |
| 1976                                                                              | «Spring Affair» «Come With Me»                                             | 58                         | 1                          | 24                         | —                          | —                          | —                          | 80                         | 25                         | —                          | —                          | —                          |                                                         | Four Seasons of Love                       |
| 1977                                                                              | «Winter Melody» «Full of Emptiness (Reprise)»                              | 43                         | 1                          | 21                         | —                          | 27                         | —                          | 59                         | —                          | —                          | —                          | —                          |                                                         | Four Seasons of Love                       |
| 1977                                                                              | «Can’t We Just Sit Down (And Talk It Over)» «I Feel Love»                  | —                          | 1                          | 20                         | —                          | —                          | —                          | —                          | —                          | —                          | —                          | —                          |                                                         | I Remember Yesterday                       |
| 1977                                                                              | «I Feel Love» «Can’t We Just Sit Down (And Talk It Over)»                  | 6                          | 1                          | 9                          | 1                          | 1                          | 3                          | 4                          | 1                          | 2                          | 8                          | 5                          | - RIAA: Золотой - BPI: Золотой - CRIA: Платиновый       | I Remember Yesterday                       |
| 1977                                                                              | «Theme from The Deep (Down, Deep Inside)»                                  | —                          | 3                          | —                          | 70                         | 5                          | 25                         | —                          | 5                          | —                          | —                          | —                          | - BPI: Серебряный                                       | The Deep Soundtrack                        |
| 1977                                                                              | «I Remember Yesterday» «I Remember Yesterday (Part 2)»                     | —                          | 1                          | —                          | —                          | 14                         | —                          | —                          | 20                         | —                          | —                          | —                          |                                                         | I Remember Yesterday                       |
| 1977                                                                              | «Love’s Unkind» «Black Lady»                                               | —                          | 1                          | —                          | —                          | 3                          | 18                         | —                          | 28                         | —                          | —                          | —                          | - BPI: Золотой                                          | I Remember Yesterday                       |
| 1977                                                                              | «I Love You» «Once Upon a Time»                                            | 37                         | 1                          | 28                         | 47                         | 10                         | —                          | 27                         | 6                          | —                          | 10                         | —                          |                                                         | Once Upon a Time                           |
| 1977                                                                              | «Fairy Tale High» «I Love You»                                             | —                          | 1                          | —                          | —                          | —                          | —                          | —                          | —                          | —                          | —                          | —                          |                                                         | Once Upon a Time                           |
| 1977                                                                              | «Once Upon a Time» «(Theme) Once Upon a Time»                              | —                          | 1                          | —                          | —                          | —                          | —                          | —                          | —                          | —                          | —                          | —                          |                                                         | Once Upon a Time                           |
| 1978                                                                              | «Rumour Has It» «(Theme) Once Upon a Time»                                 | 53                         | 1                          | 21                         | —                          | 19                         | 21                         | 64                         | 20                         | —                          | —                          | —                          |                                                         | Once Upon a Time                           |
| 1978                                                                              | «Back in Love Again»                                                       | —                          | 1                          | —                          | —                          | 29                         | —                          | —                          | —                          | —                          | —                          | —                          |                                                         | I Remember Yesterday                       |
| 1978                                                                              | «Last Dance» «With Your Love»                                              | 3                          | 1                          | 5                          | 69                         | 51                         | —                          | 4                          | 10                         | 3                          | —                          | 16                         | - RIAA: Золотой - CRIA: Золотой                         | Thank God It’s Friday                      |
| 1978                                                                              | «Je t’aime… moi non plus»                                                  | —                          | —                          | —                          | —                          | —                          | —                          | —                          | —                          | —                          | —                          | —                          |                                                         | Thank God It’s Friday                      |
| 1978                                                                              | «MacArthur Park» «(Theme) Once Upon a Time»                                | 1                          | 1                          | 8                          | 8                          | 5                          | 39                         | 1                          | 8                          | 4                          | —                          | 16                         | - RIAA: Золотой - BPI: Серебряный - CRIA: Золотой       | Live and More                              |
| 1978                                                                              | «Heaven Knows» «Only One Man»                                              | 4                          | 1                          | 10                         | 15                         | 34                         | —                          | 3                          | —                          | 14                         | —                          | —                          | - RIAA: Золотой - CRIA: Золотой                         | Live and More                              |
| 1979                                                                              | «Hot Stuff» «Journey to the Center of Your Heart»                          | 1                          | 1                          | 3                          | 1                          | 11                         | 5                          | 1                          | 21                         | 7                          | 2                          | 2                          | - RIAA: Платиновый - BPI: Серебряный - CRIA: Платиновый | Bad Girls                                  |
| 1979                                                                              | «Bad Girls» «On My Honor»                                                  | 1                          | 1                          | 1                          | 14                         | 14                         | 9                          | 1                          | 10                         | 6                          | 8                          | 13                         | - RIAA: Платиновый - BPI: Серебряный - CRIA: Платиновый | Bad Girls                                  |
| 1979                                                                              | «Dim All the Lights» «There Will Always Be a You»                          | 2                          | 54                         | 13                         | —                          | 29                         | 25                         | 13                         | 28                         | 14                         | —                          | —                          | - RIAA: Золотой                                         | Bad Girls                                  |
| 1979                                                                              | «No More Tears (Enough Is Enough)» (совместно с Барброй Стрейзанд) «Lucky» | 1                          | 1                          | 20                         | 8                          | 3                          | 31                         | 2                          | 27                         | 7                          | 3                          | 1                          | - RIAA: Платиновый - BPI: Серебряный - CRIA: Золотой    | On the Radio: Greatest Hits Volumes I & II |
| 1979                                                                              | «On the Radio» «There Will Always Be a You»                                | 5                          | 8                          | 9                          | 36                         | 32                         | 34                         | 2                          | 27                         | 32                         | 6                          | —                          | - RIAA: Золотой                                         | On the Radio: Greatest Hits Volumes I & II |
| Символ «—» означает, что сингл не попал в чарт или не выпускался в данной стране. |                                                                            |                            |                            |                            |                            |                            |                            |                            |                            |                            |                            |                            |                                                         |                                            |

### 1980—1989 годы
| Год                                                                               | Название                                                                  | Наивысшая позиция в чартах | Наивысшая позиция в чартах | Наивысшая позиция в чартах | Наивысшая позиция в чартах | Наивысшая позиция в чартах | Наивысшая позиция в чартах | Наивысшая позиция в чартах | Наивысшая позиция в чартах | Наивысшая позиция в чартах | Наивысшая позиция в чартах | Наивысшая позиция в чартах | Сертификации                    | Альбом                       |
| Год                                                                               | Название                                                                  | США                        | США Dance                  | США R&B                    | АВС                        | ВЕЛ                        | ГЕР                        | КАН                        | НИД                        | НОЗ                        | НОР                        | ШВЕ                        | Сертификации                    | Альбом                       |
| --------------------------------------------------------------------------------- | ------------------------------------------------------------------------- | -------------------------- | -------------------------- | -------------------------- | -------------------------- | -------------------------- | -------------------------- | -------------------------- | -------------------------- | -------------------------- | -------------------------- | -------------------------- | ------------------------------- | ---------------------------- |
| 1980                                                                              | «Sunset People» «Our Love»                                                | —                          | —                          | —                          | —                          | 46                         | —                          | —                          | 42                         | —                          | —                          | —                          |                                 | Bad Girls                    |
| 1980                                                                              | «Our Love» «Sunset People»                                                | —                          | —                          | —                          | —                          | —                          | —                          | —                          | —                          | —                          | —                          | —                          |                                 | Bad Girls                    |
| 1980                                                                              | «Walk Away» «Could It Be Magic»                                           | 36                         | —                          | 35                         | —                          | —                          | —                          | —                          | —                          | —                          | —                          | —                          |                                 | Bad Girls                    |
| 1980                                                                              | «The Wanderer» «Stop Me»                                                  | 3                          | 8                          | 13                         | 6                          | 48                         | —                          | 4                          | 30                         | 5                          | —                          | 9                          | - RIAA: Золотой                 | The Wanderer                 |
| 1980                                                                              | «Cold Love» «Grand Illusion»                                              | 33                         | 8                          | —                          | —                          | 44                         | —                          | —                          | —                          | —                          | —                          | —                          |                                 | The Wanderer                 |
| 1981                                                                              | «Who Do You Think You’re Foolin’» «Running for Cover»                     | 40                         | 8                          | —                          | 100                        | —                          | —                          | —                          | —                          | —                          | —                          | —                          |                                 | The Wanderer                 |
| 1981                                                                              | «Looking Up» «Who Do You Think You’re Foolin’»                            | —                          | 8                          | —                          | —                          | —                          | —                          | —                          | —                          | —                          | —                          | —                          |                                 | The Wanderer                 |
| 1982                                                                              | «Love Is in Control (Finger on the Trigger)» «Sometimes Like Butterflies» | 10                         | 3                          | 4                          | 17                         | 18                         | —                          | 4                          | 12                         | 40                         | 3                          | 13                         |                                 | Donna Summer                 |
| 1982                                                                              | «State of Independence» «Love Is Just a Breath Away»                      | 41                         | —                          | 31                         | 30                         | 14                         | —                          | —                          | 1                          | —                          | —                          | —                          |                                 | Donna Summer                 |
| 1982                                                                              | «I Feel Love»(Patrick Cowley Remixes)                                     | —                          | —                          | —                          | —                          | 21                         | —                          | —                          | —                          | —                          | —                          | —                          |                                 | без альбома                  |
| 1982                                                                              | «The Woman in Me» «Livin’ in America»                                     | 33                         | —                          | 30                         | —                          | 62                         | —                          | 3 (AC)                     | 12                         | —                          | —                          | —                          |                                 | Donna Summer                 |
| 1983                                                                              | «Protection»                                                              | —                          | —                          | —                          | —                          | —                          | —                          | —                          | —                          | —                          | —                          | —                          |                                 | Donna Summer                 |
| 1983                                                                              | «Love to Love You Baby» (Young & Strong Edit)                             | —                          | —                          | —                          | —                          | —                          | —                          | —                          | —                          | —                          | —                          | —                          |                                 | без альбома                  |
| 1983                                                                              | «She Works Hard for the Money» «I Do Believe (I Fell in Love)»            | 3                          | 3                          | 1                          | 4                          | 25                         | 11                         | 4                          | 18                         | 23                         | 9                          | 5                          | - CRIA: Золотой                 | She Works Hard for the Money |
| 1983                                                                              | «Unconditional Love» «Woman»                                              | 43                         | —                          | 9                          | 57                         | 14                         | —                          | —                          | —                          | 24                         | —                          | —                          |                                 | She Works Hard for the Money |
| 1983                                                                              | «Love Has a Mind of Its Own» «Stop, Look and Listen»                      | 70                         | —                          | 35                         | —                          | —                          | —                          | —                          | —                          | —                          | —                          | —                          |                                 | She Works Hard for the Money |
| 1983                                                                              | «People People» «Tokyo»                                                   | —                          | —                          | —                          | —                          | —                          | —                          | —                          | —                          | —                          | —                          | —                          |                                 | She Works Hard for the Money |
| 1983                                                                              | «He’s A Rebel» «Love Has a Mind of Its Own»                               | —                          | —                          | —                          | —                          | —                          | —                          | —                          | —                          | —                          | —                          | —                          |                                 | She Works Hard for the Money |
| 1984                                                                              | «Stop, Look and Listen» «Tokyo»                                           | —                          | —                          | —                          | —                          | 57                         | —                          | —                          | —                          | —                          | —                          | —                          |                                 | She Works Hard for the Money |
| 1984                                                                              | «There Goes My Baby» «Maybe It’s Over»                                    | 21                         | —                          | 20                         | 52                         | 99                         | —                          | 31                         | 31                         | —                          | —                          | —                          |                                 | Cats Without Claws           |
| 1984                                                                              | «Supernatural Love» «Face the Music»                                      | 75                         | 39                         | 51                         | —                          | —                          | —                          | —                          | —                          | —                          | —                          | —                          |                                 | Cats Without Claws           |
| 1985                                                                              | «Eyes» «It’s Not the Way»                                                 | —                          | —                          | —                          | —                          | 97                         | —                          | —                          | —                          | —                          | —                          | —                          |                                 | Cats Without Claws           |
| 1987                                                                              | «Dinner with Gershwin»                                                    | 48                         | 13                         | 10                         | —                          | 13                         | —                          | 39                         | 43                         | —                          | —                          | —                          |                                 | All Systems Go               |
| 1987                                                                              | «Only the Fool Survives» «Love Shock»                                     | —                          | —                          | —                          | —                          | —                          | —                          | 43                         | —                          | —                          | —                          | —                          |                                 | All Systems Go               |
| 1988                                                                              | «All Systems Go»                                                          | —                          | —                          | —                          | —                          | 54                         | —                          | —                          | —                          | —                          | —                          | —                          |                                 | All Systems Go               |
| 1988                                                                              | «Fascination»                                                             | —                          | —                          | —                          | —                          | —                          | —                          | —                          | —                          | —                          | —                          | —                          |                                 | All Systems Go               |
| 1989                                                                              | «This Time I Know It’s for Real» «If It Makes You Feel Good»              | 7                          | 5                          | —                          | 40                         | 3                          | 15                         | 6                          | 6                          | —                          | 3                          | 12                         | - RIAA: Золотой BPI: Серебряный | Another Place and Time       |
| 1989                                                                              | «I Don’t Wanna Get Hurt»                                                  | —                          | —                          | —                          | —                          | 7                          | 25                         | —                          | 29                         | —                          | —                          | —                          |                                 | Another Place and Time       |
| 1989                                                                              | «Love’s About to Change My Heart»                                         | 85                         | 3                          | —                          | 71                         | 20                         | —                          | —                          | 59                         | —                          | —                          | —                          |                                 | Another Place and Time       |
| 1989                                                                              | «Breakaway» «Thinkin' Bout My Baby»                                       | —                          | —                          | —                          | —                          | —                          | —                          | —                          | —                          | —                          | —                          | —                          |                                 | Another Place and Time       |
| 1989                                                                              | «When Love Takes Over You» «Bad Reputation»                               | —                          | —                          | —                          | —                          | 72                         | —                          | —                          | —                          | —                          | —                          | —                          |                                 | Another Place and Time       |
| Символ «—» означает, что сингл не попал в чарт или не выпускался в данной стране. |                                                                           |                            |                            |                            |                            |                            |                            |                            |                            |                            |                            |                            |                                 |                              |

### 1990—1999 годы
| Год                                                                               | Название                                                           | Наивысшая позиция в чартах | Наивысшая позиция в чартах | Наивысшая позиция в чартах | Наивысшая позиция в чартах | Наивысшая позиция в чартах | Наивысшая позиция в чартах | Наивысшая позиция в чартах | Наивысшая позиция в чартах | Наивысшая позиция в чартах | Наивысшая позиция в чартах | Наивысшая позиция в чартах | Сертификации | Альбом                                       |
| Год                                                                               | Название                                                           | США                        | США Dance                  | США R&B                    | АВС                        | ВЕЛ                        | ГЕР                        | КАН                        | НИД                        | НОЗ                        | НОР                        | ШВЕ                        | Сертификации | Альбом                                       |
| --------------------------------------------------------------------------------- | ------------------------------------------------------------------ | -------------------------- | -------------------------- | -------------------------- | -------------------------- | -------------------------- | -------------------------- | -------------------------- | -------------------------- | -------------------------- | -------------------------- | -------------------------- | ------------ | -------------------------------------------- |
| 1990                                                                              | «State of Independence» (переиздание) «Love Is Just a Breath Away» | —                          | —                          | —                          | —                          | 45                         | —                          | —                          | 69                         | —                          | —                          | —                          |              | Donna Summer                                 |
| 1990                                                                              | «Breakaway» (Remix) «Love Is in Control»                           | —                          | —                          | —                          | —                          | 49                         | —                          | —                          | —                          | —                          | —                          | —                          |              | Another Place and Time                       |
| 1991                                                                              | «When Love Cries»                                                  | 77                         | —                          | 18                         | —                          | —                          | —                          | —                          | —                          | —                          | —                          | —                          |              | Mistaken Identity                            |
| 1991                                                                              | «Work That Magic» «Let There Be Peace»                             | —                          | —                          | —                          | —                          | 74                         | —                          | —                          | —                          | —                          | —                          | —                          |              | Mistaken Identity                            |
| 1993                                                                              | «La Vie en rose»                                                   | —                          | —                          | —                          | —                          | —                          | —                          | —                          | —                          | —                          | —                          | —                          |              | Tribute to Edith Piaf                        |
| 1994                                                                              | «Melody of Love (Wanna Be Loved)»                                  | —                          | 1                          | —                          | 79                         | 21                         | —                          | —                          | —                          | —                          | —                          | —                          |              | Endless Summer: Donna Summer’s Greatest Hits |
| 1994                                                                              | «Any Way at All»                                                   | —                          | —                          | —                          | —                          | —                          | —                          | —                          | —                          | —                          | —                          | —                          |              | Endless Summer: Donna Summer’s Greatest Hits |
| 1995                                                                              | «I Feel Love» (Remixes)                                            | —                          | 9                          | —                          | 80                         | 8                          |                            | —                          | 26                         | —                          | —                          | —                          |              | без альбома                                  |
| 1996                                                                              | «State of Independence» (Remixes)                                  | —                          | —                          | —                          | —                          | 13                         | —                          | —                          | —                          | —                          | —                          | —                          |              | без альбома                                  |
| 1996                                                                              | «Whenever There Is Love»                                           | 109                        | —                          | —                          | —                          | —                          | —                          | —                          | —                          | —                          | —                          | —                          |              | Daylight                                     |
| 1997                                                                              | «Carry On» (Remixes)                                               | —                          | 25                         | —                          | —                          | 65                         | —                          | —                          | —                          | —                          | —                          | —                          |              | без альбома                                  |
| 1999                                                                              | «I Will Go with You (Con te partirò)»                              | 79                         | 1                          | —                          | 97                         | 44                         |                            | —                          | 59                         | —                          | —                          | —                          |              | Live & More Encore                           |
| 1999                                                                              | «Love Is the Healer»                                               | —                          | 1                          | —                          | —                          | —                          | —                          | —                          | —                          | —                          | —                          | —                          |              | Live & More Encore                           |
| 1999                                                                              | «Last Dance» (переиздание)                                         | —                          | —                          | —                          | —                          | —                          | —                          | —                          | —                          | —                          | —                          | —                          |              | без альбома                                  |
| Символ «—» означает, что сингл не попал в чарт или не выпускался в данной стране. |                                                                    |                            |                            |                            |                            |                            |                            |                            |                            |                            |                            |                            |              |                                              |

### 2000—2020 годы
| Год                                                                               | Название                                                              | Наивысшая позиция в чартах | Наивысшая позиция в чартах | Наивысшая позиция в чартах | Наивысшая позиция в чартах | Наивысшая позиция в чартах | Наивысшая позиция в чартах | Наивысшая позиция в чартах | Наивысшая позиция в чартах | Наивысшая позиция в чартах | Наивысшая позиция в чартах | Наивысшая позиция в чартах | Сертификации | Альбом                                             |
| Год                                                                               | Название                                                              | США                        | США Dance                  | США R&B                    | АВС                        | ВЕЛ                        | ГЕР                        | КАН                        | НИД                        | НОЗ                        | НОР                        | ШВЕ                        | Сертификации | Альбом                                             |
| --------------------------------------------------------------------------------- | --------------------------------------------------------------------- | -------------------------- | -------------------------- | -------------------------- | -------------------------- | -------------------------- | -------------------------- | -------------------------- | -------------------------- | -------------------------- | -------------------------- | -------------------------- | ------------ | -------------------------------------------------- |
| 2000                                                                              | «I Feel Love» (переиздание)                                           | —                          | —                          | —                          | —                          | —                          | —                          | —                          | —                          | —                          | —                          | —                          |              | без альбома                                        |
| 2000                                                                              | «The Power of One»                                                    | —                          | 2                          | —                          | —                          | —                          | —                          | —                          | —                          | —                          | —                          | —                          |              | Pokémon: The Movie 2000                            |
| 2005                                                                              | «I Got Your Love»                                                     | —                          | 4                          | —                          | —                          | —                          | —                          | —                          | —                          | —                          | —                          | —                          |              | без альбома                                        |
| 2006                                                                              | «Power of Love»                                                       | —                          | 43                         | —                          | —                          | —                          | —                          | —                          | —                          | —                          | —                          | —                          |              | So Amazing: An All-Star Tribute to Luther Vandross |
| 2008                                                                              | «I’m a Fire»                                                          | —                          | 1                          | —                          | —                          | —                          | —                          | —                          | —                          | —                          | —                          | —                          |              | Crayons                                            |
| 2008                                                                              | «Stamp Your Feet»                                                     | —                          | 1                          | —                          | —                          | —                          | 88                         | —                          | —                          | —                          | —                          | —                          |              | Crayons                                            |
| 2008                                                                              | «It’s Only Love»                                                      | —                          | 14                         | —                          | —                          | —                          | —                          | —                          | —                          | —                          | —                          | —                          |              | Crayons                                            |
| 2009                                                                              | «Fame (The Game)»                                                     | —                          | 1                          | —                          | —                          | —                          | —                          | —                          | —                          | —                          | —                          | —                          |              | Crayons                                            |
| 2010                                                                              | «To Paris with Love»                                                  | —                          | 1                          | —                          | —                          | —                          | —                          | —                          | —                          | —                          | —                          | —                          |              | без альбома                                        |
| 2013                                                                              | «Love Is in Control (Finger on the Trigger)» (Chromeo & Oliver Remix) | —                          | —                          | —                          | —                          | —                          | —                          | —                          | —                          | —                          | —                          | —                          |              | Love to Love You Donna                             |
| 2013                                                                              | «Love to Love You Baby» (Giorgio Moroder Remix)                       | —                          | —                          | —                          | —                          | —                          | —                          | —                          | —                          | —                          | —                          | —                          |              | Love to Love You Donna                             |
| 2013                                                                              | «MacArthur Park» (Laidback Luke Remix)                                | —                          | 1                          | —                          | —                          | —                          | —                          | —                          | —                          | —                          | —                          | —                          |              | Love to Love You Donna                             |
| 2017                                                                              | «Enough Is Enough 2017»                                               | —                          | 3                          | —                          | —                          | —                          | —                          | —                          | —                          | —                          | —                          | —                          |              | без альбома                                        |
| 2018                                                                              | «Hot Stuff 2018»                                                      | —                          | 1                          | —                          | —                          | —                          | —                          | —                          | —                          | —                          | —                          | —                          |              | без альбома                                        |
| 2020                                                                              | «Hot Stuff» (совместно с Kygo)                                        | —                          | —                          | —                          | —                          | —                          | 74                         | —                          | —                          | —                          | 23                         | 25                         |              | без альбома                                        |
| Символ «—» означает, что сингл не попал в чарт или не выпускался в данной стране. |                                                                       |                            |                            |                            |                            |                            |                            |                            |                            |                            |                            |                            |              |                                                    |

### Промосинглы
| Год  | Название                                     | Наивысшая позиция | Альбом                                     |
| Год  | Название                                     | США Dance         | Альбом                                     |
| ---- | -------------------------------------------- | ----------------- | ------------------------------------------ |
| 1978 | «With Your Love»                             | —                 | Thank God It’s Friday                      |
| 1979 | «On My Honor»                                | —                 | Bad Girls                                  |
| 1987 | «Thinkin' Bout My Baby»                      | —                 | All Systems Go                             |
| 1993 | «Don't Cry for Me Argentina»                 | —                 | The Donna Summer Anthology                 |
| 1999 | «Donna Summer Medley»                        | —                 | Live & More Encore                         |
| 2003 | «You’re So Beautiful»                        | 5                 | The Journey: The Very Best of Donna Summer |
| 2003 | «Dream-A-Lot’s Theme (I Will Live for Love)» | 20                | The Journey: The Very Best of Donna Summer |
| 2005 | «I Feel Love» (Remixes)                      | —                 | без альбома                                |

## Видеография
| Year | Title                                                 |
| ---- | ----------------------------------------------------- |
| 1975 | «Lady of the Night»                                   |
| 1975 | «Love to Love You Baby»                               |
| 1976 | «Try Me, I Know We Can Make It»                       |
| 1976 | «Could It Be Magic»                                   |
| 1976 | «Spring Affair»                                       |
| 1976 | «Autumn Changes»                                      |
| 1976 | «Winter Melody»                                       |
| 1977 | «I Remember Yesterday»                                |
| 1978 | «Last Dance»                                          |
| 1978 | «Fairy Tale High»                                     |
| 1979 | «Bridge Over Troubled Waters»                         |
| 1979 | «Bad Girls» (not official — tv appearance)            |
| 1979 | «Sunset People»                                       |
| 1979 | «My Man Medley»                                       |
| 1980 | «The Wanderer»                                        |
| 1982 | «Love Is in Control (Finger on the Trigger)»          |
| 1982 | «State of Independence»                               |
| 1982 | «The Woman in Me»                                     |
| 1983 | «Romeo»                                               |
| 1983 | «She Works Hard for the Money»                        |
| 1983 | «Unconditional Love»                                  |
| 1984 | «Supernatural Love»                                   |
| 1984 | «There Goes My Baby»                                  |
| 1987 | «Dinner with Gershwin»                                |
| 1987 | «Dinner with Gershwin (Remix)»                        |
| 1987 | «All Systems Go»                                      |
| 1987 | «Love Shock»                                          |
| 1989 | "This Time I Know It’s for Real'                      |
| 1989 | «This Time I Know It’s for Real (Remix)»              |
| 1989 | «Love’s About to Change My Heart»                     |
| 1989 | «I Don’t Wanna Get Hurt»                              |
| 1990 | «When Love Takes Over You»                            |
| 1991 | «Work That Magic»                                     |
| 1994 | «Melody of Love (Wanna Be Loved)»                     |
| 1994 | «Endless Summer Medley»                               |
| 1995 | «I Feel Love (Remix)»                                 |
| 1996 | «Whenever There Is Love»                              |
| 1999 | «My Prayer for You»                                   |
| 1999 | «I Will Go with You (Con te partirò)»                 |
| 1999 | «I Will Go with You (Con te partirò) (Big Red Remix)» |
| 2008 | «Stamp Your Feet»                                     |
| 2008 | «Mr. Music»                                           |
| 2008 | «The Queen Is Back»                                   |
| 2009 | «Fame (The Game)»                                     |